# Adriano Piraccini
Adriano Piraccini (Cesena, 5 marzo 1959) è un ex calciatore e allenatore di calcio italiano, di ruolo centrocampista.

## Carriera

### Giocatore
Esordì il 18 febbraio 1979 con la maglia del Cesena. Dopo sei stagioni in Romagna passò nel 1984 al Bari, quindi due anni dopo venne acquistato dall'Inter per 1,2 miliardi di lire. Nel 1988 tornò a Cesena, dove chiuse la carriera nel 1996.

### Allenatore
Il primo incarico da allenatore è stato alla guida del Cremapergo, dove subentrò a stagione in corso e venne esonerato prima della fine della stagione 1998-1999. Nel 2000 è stato il responsabile del settore giovanile del Cesena. Nel 2003 guidò la formazione Primavera cesenate, restando per due stagioni.
Nel 2005 ha allenato il Fano, tra i dilettanti, ma solo per pochi mesi, venendo esonerato. A fine 2006 si è seduto sulla panchina dei dilettanti del Verucchio, ma anche qui venne esonerato e l'esperienza si concluse entro pochi mesi. Successivamente ha allenato il Tolentino, ancora tra i dilettanti e nuovamente a stagione in corso, non riuscendo a evitare la retrocessione della formazione marchigiana.
Nella stagione 2010-11 è diventato il vice di Nicola Campedelli al Bellaria Igea Marina. Nella stagione 2012/13 ha seguito l'allenatore nella sua breve esperienza al Cesena, ritornando a ricoprire il ruolo di vice a Cesena dopo l'esperienza del 2001/02 sotto la guida di Walter De Vecchi.
Dal 2015 allena le giovanili del Romagna Centro.